# Maroilles (gemeente)
Maroilles (Nederlands: Marolle) is een gemeente in het Franse Noorderdepartement (Frans: département du Nord) (regio Hauts-de-France). De plaats maakt deel uit van het arrondissement Avesnes-sur-Helpe. Maroilles telde op 1 januari 2022 1.445 inwoners.

## Geografie
De oppervlakte van Maroilles bedroeg op 1 januari 2022 22,13 vierkante kilometer; de bevolkingsdichtheid was toen 65,3 inwoners per km².

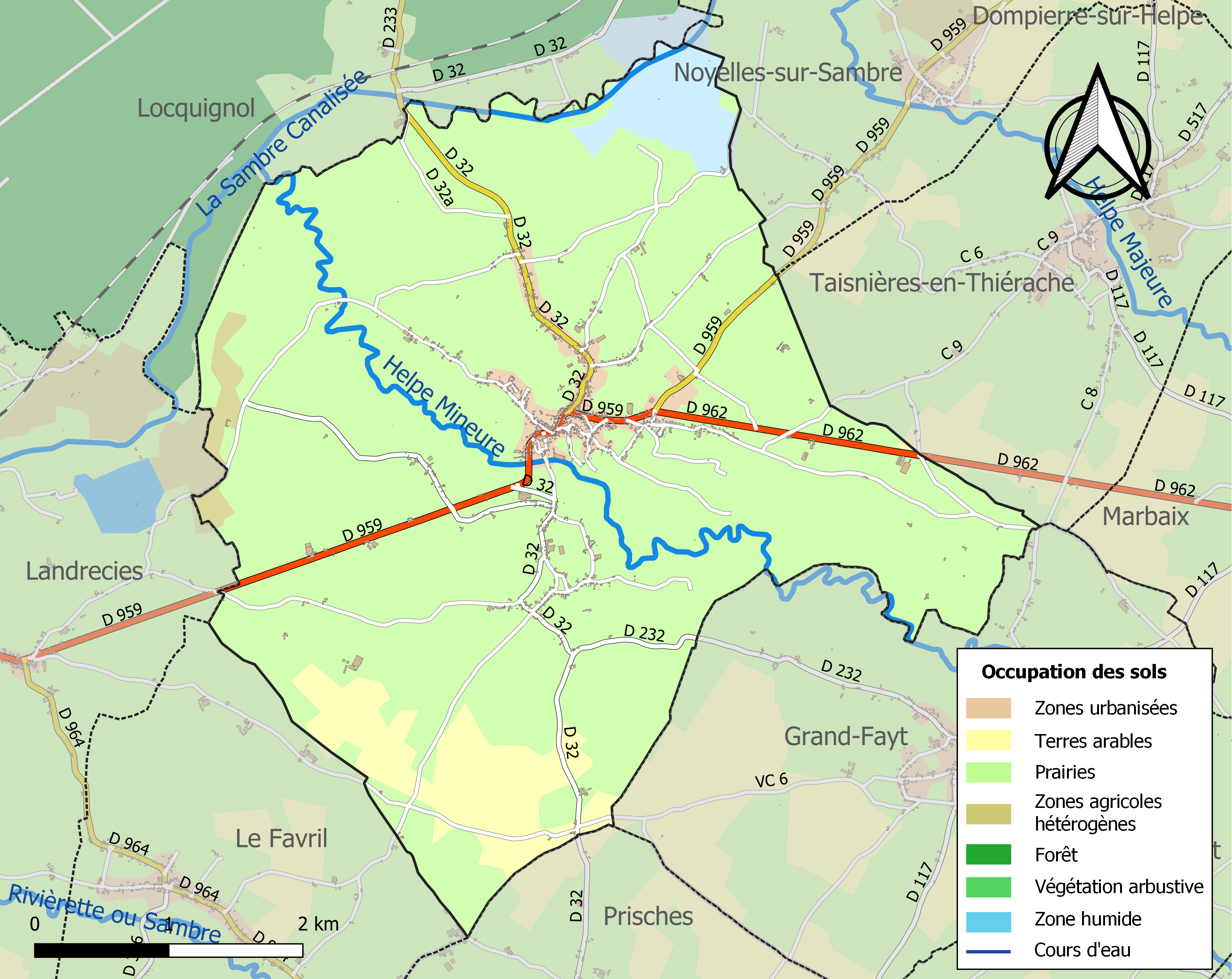
Kaart van de gemeente met belangrijkste infrastructuur, bodemgebruik en omliggende gemeenten

## Demografie
Onderstaande figuur toont het verloop van het inwonertal (bron: INSEE-tellingen).

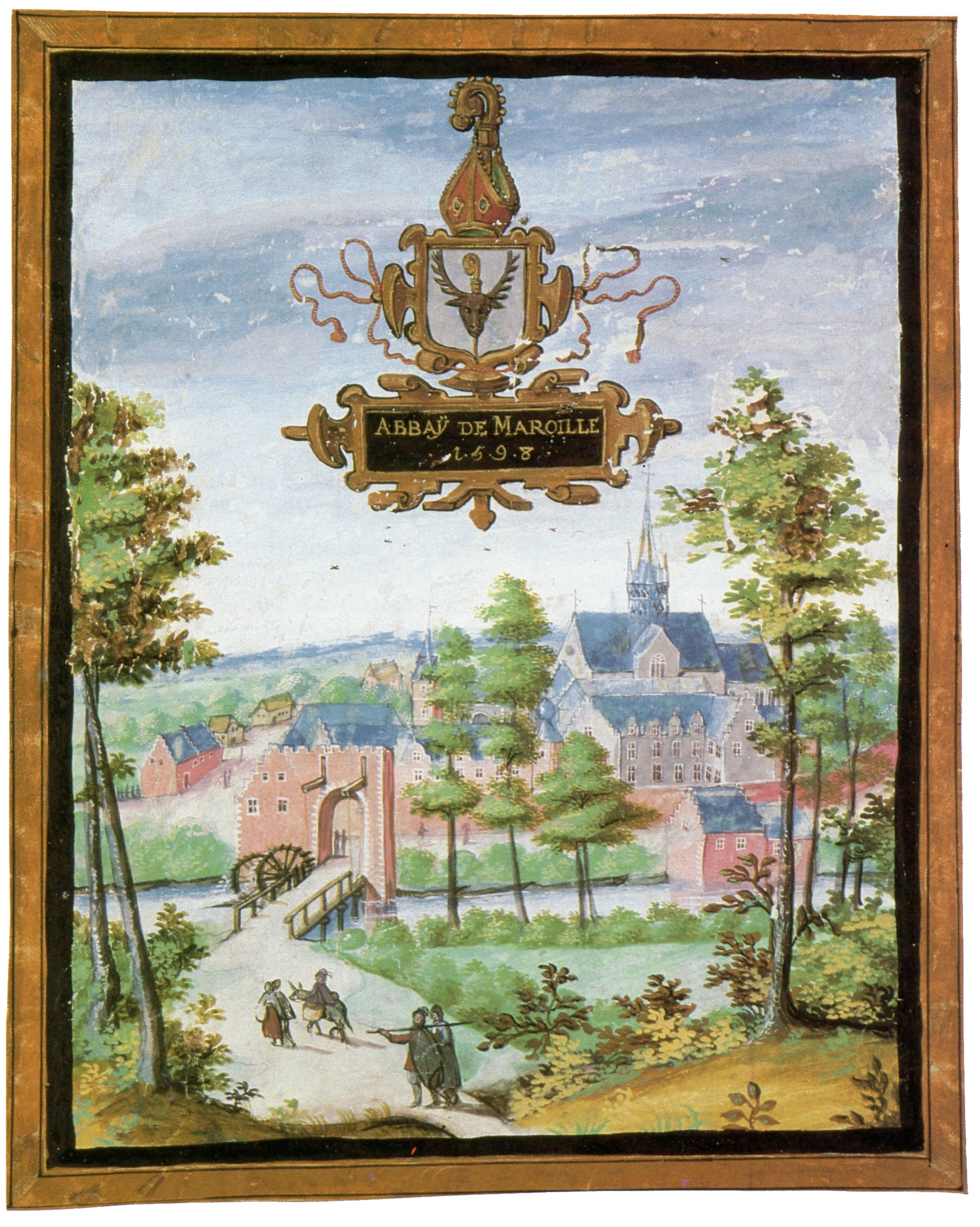
Versterkte abdij van Maroilles, inclusief ophaalbrug en wachtposten

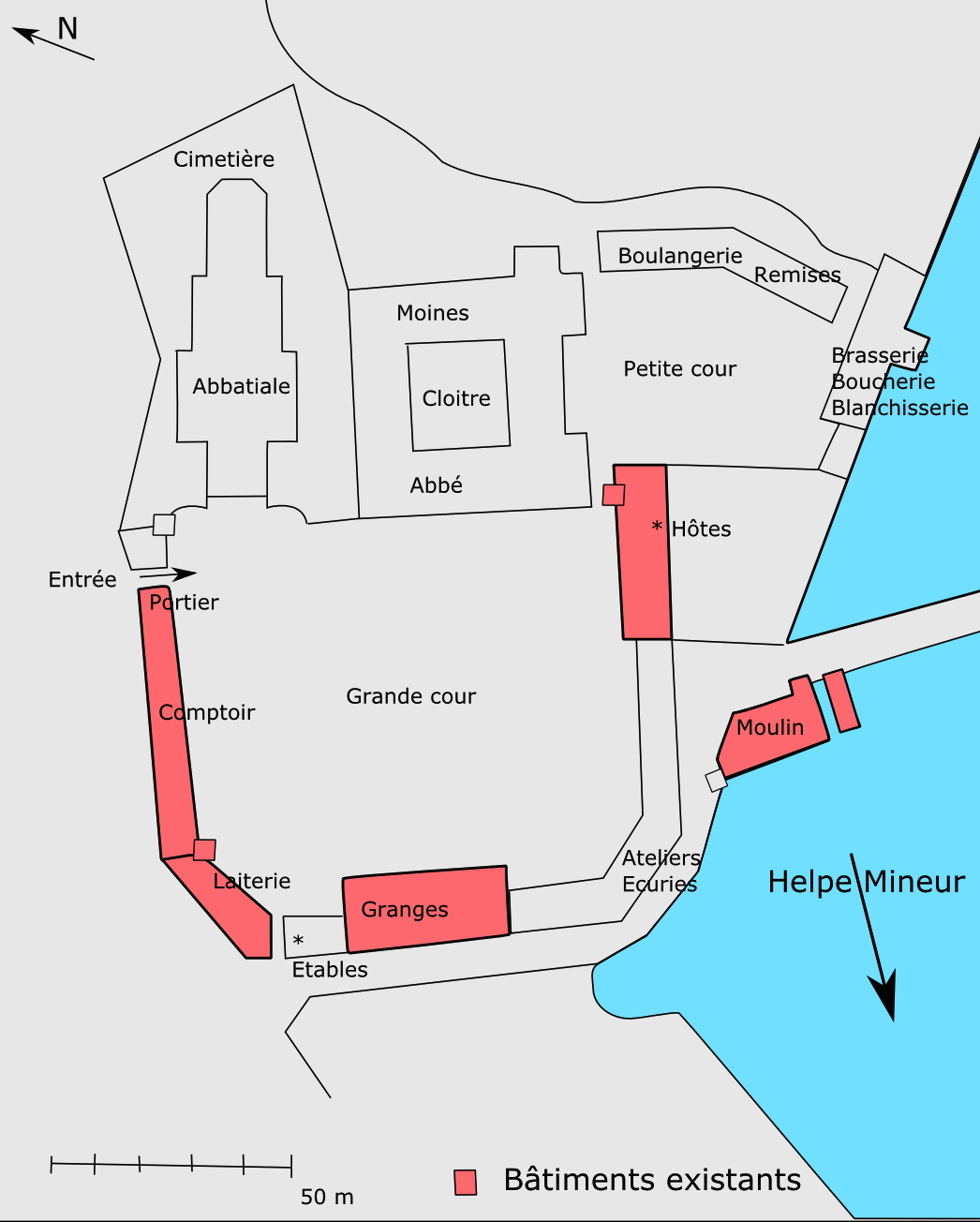
De rode gebouwen bestaan vandaag; al de rest is door de volkswoede tijdens de Franse Revolutie verwoest.

## Geschiedenis
Rond 650 stichtten de Merovingers in Austrasië talrijke abdijen op plaatsen aan de bovenloop van de Samber waar ooit een Romeinse villa stond. In de praktijk waren het de hofmeiers, de pepiniden, die zich de organisatie van dergelijke Merovingische abdijen aantrokken. De heilige Humbert van Maroilles werd de eerste abt in Maroilles, gelegen aan de Kleine Helpe, stroomopwaarts de Samber. De abdij was een grootgrondbezitter en bezat meerdere dorpen in de omgeving (zie ook rechts wapenschild van de huidige gemeente). De abdij ontwikkelde ook, als een van de weinige uit de streek van Avesnes, de veeteelt.
De geschiedenis van de abdij is deze van het graafschap Henegouwen en het huis Avesnes. Maroilles ligt aan de Kleine Helpe en de stad Avesnes aan de Grote Helpe. Met de Vrede van de Pyreneeën (1659) ging de abdij over van de Spaanse Nederlanden (en dus van het Rooms-Duitse rijk) naar het koninkrijk Frankrijk.
De benedictijner abdij van Maroilles was gekend door haar reusachtige schuur, waar de boeren hun producten moesten afstaan aan de abt. De abdij en dus ook de kostbare agrarische opbrengsten in de schuur werden met wapens verdedigd. Dit symbool van de schuur was zo gehaat dat bij het uitbreken van de Franse Revolutie de abdij grotendeels werd verwoest, geplunderd en in brand gestoken. Slechts enkele gebouwen bleven bestaan, inclusief de grote schuur.

## Toerisme
Maroilles vormt het toeristisch centrum van het Regionaal Natuurpark van de Avesnois en de bezoekerscentrum is gevestigd in de monumentale schuur van de voormalige abdij, die dateert uit 1735. Verder werd ook de watermolen bewaard, met een eerste verdieping uit natuursteen en een tweede verdieping in baksteen. De streek rond Maroilles is bekend door haar kaas.